# مونالیزومب
مونالیزومب (انگلیسی: Monalizumab) یک داروی آزمایشی است که هم‌اکنون جهت درمان روماتیسم مفصلی، سرطان‌های دستگاه تناسلی زنان و برخی سرطان‌های دیگر تحت پژوهش و بررسی است.
مونالیزومب یک پادتن مونوکلونال است که پروتئین NKG2A را هدف قرار می‌دهد. این دارو یک «مهارکننده وارسی ایمنی» (checkpoint inhibitor) است.